# Pavel Dobrý
Pavel Dobrý (* 1. Februar 1976 in Klatovy, Tschechoslowakei) ist ein tschechischer Fußballspieler.

## Karriere als Spieler
Pavel Dobrý begann seine Profikarriere 1998 bei Viktoria Pilsen in der ersten tschechischen Liga, dort erzielte er ein Tor in neun Spielen. Nach dem Pilsens Abstieg wechselte er zum damaligen deutschen Oberligisten FSV Hoyerswerda, 2001 zum Regionalligisten 1. FC Magdeburg und 2002 zum damaligen Ligakonkurrenten SC Paderborn 07. Zur Saison 2004/05 ging Dobrý schließlich zu Holstein Kiel, für die er in 101 Regionalliga-Partien 32 Tore erzielte. Zur Saison 2007/08 wechselte er zum damaligen Regionalligisten Dynamo Dresden, bei dem er schnell zum wichtigsten Torjäger wurde. Wegen Knieproblemen fiel er allerdings lange Zeit aus.
Im August 2010 unterzeichnete Dobrý einen Einjahresvertrag beim damaligen Regionalligisten Chemnitzer FC. Nach dem Gewinn der Meisterschaft der Regionalliga Nord und dem Aufstieg in die 3. Liga wurde sein Vertrag mit dem CFC um ein weiteres Jahr verlängert. Nach der Saison 2011/12 wechselte er zum Heidenauer SV in die Oberliga Nordost. Im Herbst 2013 geriet der Heidenauer SV in finanzielle Schwierigkeiten. Dobrý ging im Januar 2014 zum Landesligisten SpVgg Lam. Im Sommer 2016 wechselte er als Spielertrainer zum Kreisklassisten TSV Marklkofen. Ein Jahr später schloss sich Dobrý dem in der A-Liga spielenden TSV Metten aus Deggendorf an, ehe er zur Spvgg Patersdorf wechselte.

## Karriere als Trainer
Während seiner Zeit bei der SpVgg Lam trainierte Dobrý abwechselnd die U15 und U17 seines Jugendvereins TJ Přestice.